# San Nicolás (Copán)
San Nicolás – gmina (municipio) w zachodnim Hondurasie, w departamencie Copán. W 2010 roku zamieszkana była przez ok. 6,5 tys. mieszkańców. Siedzibą administracyjną jest miejscowość San Nicolás.

## Położenie
Gmina położona jest w północno-wschodniej części departamentu. Graniczy z 8 gminami:
- La Jigua, Nueva Arcadia i Protección od północy,
- Naranjito od wschodu,
- Trinidad de Copán i San Jerónimo od południa,
- San Antonio i Florida od zachodu.

## Miejscowości
Według Narodowego Instytutu Statystycznego Hondurasu na terenie gminy położone były następujące miasteczka i wsie:
- San Nicolás
- Buena Vista
- El Achiotal
- El Modelo
- El Porvenir
- La Puerta
- Nueva Concepción del Carmen

## Demografia
Według danych honduraskiego Narodowego Instytutu Statystycznego na rok 2010 struktura wiekowa i płciowa ludności w gminie przedstawiała się następująco:
| Wiek        | 0–3 | 4–6 | 7–12  | 13–17 | 18–24 | 25–64 | 65+ | razem |
| San Nicolás | 875 | 613 | 1 002 | 743   | 787   | 2 190 | 333 | 6 544 |
| Mężczyźni   | 455 | 329 | 518   | 393   | 405   | 1 067 | 156 | 3 323 |
| Kobiety     | 421 | 284 | 484   | 350   | 382   | 1 123 | 177 | 3 221 |